# Meine größten Erfolge
Tournées par Mireille Mathieu
In meinem Herzen  Allemagne
(mars/avril 2008) Mireille Mathieu  France
(octobre/novembre 2014)
Meine größten Erfolge est une tournée de la chanteuse française Mireille Mathieu datant de 2010 et passant par l'Allemagne, l'Autriche et le Danemark. Cette tournée fêtait les 45 ans de carrière de la chanteuse.

## Liste des concerts
| No. | Date     | Ville       | Pays      | Lieu                             |
| --- | -------- | ----------- | --------- | -------------------------------- |
| 1   | 14 avril | Halle       | Allemagne | Georg Friedrich Händel Halle     |
| 2   | 16 avril | Gera        | Allemagne | Kultur- und Kongresszentrum Gera |
| 3   | 17 avril | Magdebourg  | Allemagne | Stadthalle                       |
| 4   | 18 avril | Erfurt      | Allemagne | Messe                            |
| 5   | 20 avril | Baden-Baden | Allemagne | Festspielhaus                    |
| 6   | 21 avril | Nuremberg   | Allemagne | Meistersingerhalle               |
| 7   | 22 avril | Francfort   | Allemagne | Alte Oper                        |
| 8   | 23 avril | Düsseldorf  | Allemagne | Philipshalle                     |
| 9   | 25 avril | Wetzlar     | Allemagne | Rittal Arena                     |
| 10  | 26 avril | Stuttgart   | Allemagne | Liederhalle                      |
| 11  | 28 avril | Chemnitz    | Allemagne | Stadthalle                       |
| 12  | 29 avril | Leipzig     | Allemagne | Arena Leipzig                    |
| 13  | 30 avril | Hambourg    | Allemagne | CCH 1                            |
| 14  | 2 mai    | Munich      | Allemagne | Gasteig                          |
| 15  | 3 mai    | Wels        | Autriche  | BRP - Rotax Halle                |
| 16  | 4 mai    | Vienne      | Autriche  | Stadthalle D                     |
| 17  | 7 mai    | Dresde      | Allemagne | Stadthalle D                     |
| 18  | 8 mai    | Rostock     | Allemagne | Stadthalle                       |
| 19  | 9 mai    | Brunswick   | Allemagne | Stadthalle                       |
| 20  | 11 mai   | Mannheim    | Allemagne | Mannheimer Rosengarten           |
| 21  | 12 mai   | Ilsenburg   | Allemagne | Harzlandhalle                    |
| 22  | 14 mai   | Berlin      | Allemagne | ICC                              |
| 23  | 16 mai   | Aalborg     | Danemark  | Kongres-Kultur Center            |